# Syrië op de Olympische Spelen
Syrië is een van de landen die deelneemt aan de Olympische Spelen. Syrië debuteerde op de Zomerspelen van 1948. Het heeft nog nooit deelgenomen aan de Winterspelen.
Parijs 2024 was voor Syrië de vijftiende deelname aan de Zomerspelen. Er werden in totaal vier medailles gewonnen.

## Medailles en deelnames
De vier medailles werden achtereenvolgens bij het worstelen, in de atletiek, in het boksen en gewichtheffen gewonnen. De eerste medaille, een zilveren, werd in 1984 gewonnen door de worstelaar Joseph Atiyeh bij de zwaargewichten vrije stijl. De eerste gouden medaille werd in 1996 op de zevenkamp door atlete Ghada Shouaa behaald. In 2004 volgde een bronzen medaille door de bokser Naser Al Shami bij de zwaargewichten en in 2021 een bronzen medaille door gewichtheffer Man Asaad bij de superzwaargewichten.

### Overzicht
De tabel geeft een overzicht van de jaren waarin werd deelgenomen, het aantal gewonnen medailles en de eventuele plaats in het medailleklassement.
| Jaar   | Goud · | Zilver · | Brons · | Totaal | Rang |
| 1948   | 0      | 0        | 0       | 0      | -    |
| 1952   | -      | -        | -       | -      | -    |
| 1956   | -      | -        | -       | -      | -    |
| 1960   | -      | -        | -       | -      | -    |
| 1964   | -      | -        | -       | -      | -    |
| 1968   | 0      | 0        | 0       | 0      | -    |
| 1972   | 0      | 0        | 0       | 0      | -    |
| 1976   | -      | -        | -       | -      | -    |
| 1980   | 0      | 0        | 0       | 0      | -    |
| 1984   | 0      | 1        | 0       | 1      | 33   |
| 1988   | 0      | 0        | 0       | 0      | -    |
| 1992   | 0      | 0        | 0       | 0      | -    |
| 1996   | 1      | 0        | 0       | 1      | 49   |
| 2000   | 0      | 0        | 0       | 0      | -    |
| 2004   | 0      | 0        | 1       | 1      | 71   |
| 2008   | 0      | 0        | 0       | 0      | -    |
| 2012   | 0      | 0        | 0       | 0      | -    |
| 2016   | 0      | 0        | 0       | 0      | -    |
| 2020   | 0      | 0        | 1       | 1      | 86   |
| 2024   | 0      | 0        | 0       | 0      | -    |
| Totaal | 1      | 1        | 2       | 4      | -    |

### Per deelnemer
| Editie | Sport         | Olympiër       | Onderdeel                     | Medaille |
| ------ | ------------- | -------------- | ----------------------------- | -------- |
| 1984   | Worstelen     | Jospeh Atiyeh  | vrije stijl, zwaargewicht (m) | Zilver   |
| 1996   | Atletiek      | Ghada Shouaa   | zevenkamp (v)                 | Goud     |
| 2004   | Boksen        | Naser Al Shami | zwaargewicht (m)              | Brons    |
| 2020   | Gewichtheffen | Man Asaad      | superzwaargewicht (m)         | Brons    |

Afghanistan · Albanië · Algerije · Amerikaans-Samoa · Amerikaanse Maagdeneilanden · Andorra · Angola · Antigua en Barbuda · Argentinië · Armenië · Aruba · Australië · Azerbeidzjan · Bahama's · Bahrein · Bangladesh · Barbados · België · Belize · Benin · Bermuda · Bhutan · Bolivia · Bosnië en Herzegovina · Botswana · Brazilië · Britse Maagdeneilanden · Brunei · Bulgarije · Burkina Faso · Burundi · Cambodja · Canada · Centraal-Afrikaanse Republiek · Chili · China · Chinees Taipei · Colombia · Comoren · Congo-Brazzaville · Congo-Kinshasa · Cookeilanden · Costa Rica · Cuba · Cyprus · Denemarken · Djibouti · Dominica · Dominicaanse Republiek · Duitsland · Ecuador · Egypte · El Salvador · Equatoriaal-Guinea · Eritrea · Estland · Ethiopië · Fiji · Filipijnen · Finland · Frankrijk · Gabon · Gambia · Georgië · Ghana · Grenada · Griekenland · Groot-Brittannië · Guam · Guatemala · Guinee · Guinee-Bissau · Guyana · Haïti · Honduras · Hongarije · Hongkong · Ierland · IJsland · India · Indonesië · Irak · Iran · Israël · Italië · Ivoorkust · Jamaica · Japan · Jemen · Jordanië · Kaaimaneilanden · Kaapverdië · Kameroen · Kazachstan · Kenia · Kirgizië · Kiribati · Koeweit · Kosovo · Kroatië · Laos · Lesotho · Letland · Libanon · Liberia · Libië · Liechtenstein · Litouwen · Luxemburg · Madagaskar · Malawi · Malediven · Maleisië · Mali · Malta · Marokko · Marshalleilanden · Mauritanië · Mauritius · Mexico · Micronesië · Moldavië · Monaco · Mongolië · Montenegro · Mozambique · Myanmar · Namibië · Nauru · Nederland · Nepal · Nicaragua · Nieuw-Zeeland · Niger · Nigeria · Noord-Korea · Noord-Macedonië · Noorwegen · Oeganda · Oekraïne · Oezbekistan · Oman · Oost-Timor · Oostenrijk · Pakistan · Palau · Palestina · Panama · Papoea-Nieuw-Guinea · Paraguay · Peru · Polen · Portugal · Puerto Rico · Qatar · Roemenië · Rusland · Rwanda · Saint Kitts en Nevis · Saint Lucia · Saint Vincent en de Grenadines · Salomonseilanden · Samoa · San Marino · Saoedi-Arabië · Sao Tomé en Principe · Senegal · Servië · Seychellen · Sierra Leone · Singapore · Slovenië · Slowakije · Somalië · Spanje · Sri Lanka · Soedan · Suriname · Swaziland · Syrië · Tadzjikistan · Tanzania · Thailand · Togo · Tonga · Trinidad en Tobago · Tsjaad · Tsjechië · Tunesië · Turkije · Turkmenistan · Tuvalu · Uruguay · Vanuatu · Venezuela · Verenigde Arabische Emiraten · Verenigde Staten · Vietnam · Wit-Rusland · Zambia · Zimbabwe · Zuid-Afrika · Zuid-Korea · Zuid-Soedan · Zweden · Zwitserland
Historische landen: Bohemen · Bondsrepubliek Duitsland · Brits-Indië · Duitse Democratische Republiek · Joegoslavië · Malaya · Nederlandse Antillen · Noord-Borneo · Noord-Jemen · Saarland · Servië en Montenegro · Sovjet-Unie · Tsjecho-Slowakije · West-Indische Federatie · Zuid-Jemen
Bijzondere deelnames: Onafhankelijke olympische atleten · Vluchtelingenteam 
 Australazië · Duits Eenheidsteam · Gemengd team · Gezamenlijk Team